# Bildschirmmaske

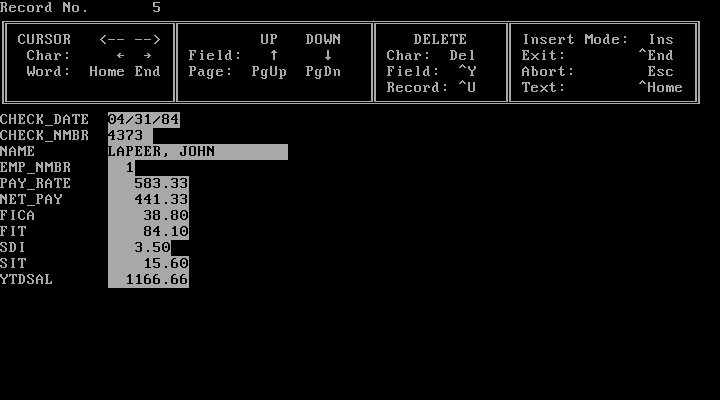
Bildschirmmaske unter dBASE III (1985). Nur in den invers (weiß) dargestellten Feldern können Daten eingegeben werden.

Eine Bildschirmmaske diente dazu, in einer EDV-Anlage Daten in Datenfeldern einzugeben oder zu ändern. Der Begriff wurde ab etwa 1995 durch Dialog ersetzt.
Die Verwendung des Wortes Maske kam daher, dass für den Anwender die Daten „maskiert“ wurden; er hatte nur Zugriff auf die Daten, die im aktuellen Kontext wichtig waren.
Bildschirmmasken wurden zumeist in Datenbanksystemen wie dBASE (zunächst unter DOS) eingesetzt. Später folgten andere Programme wie FoxPro. Viele DOS-Programme, zumeist Shareware wurden mit Clipper programmiert und waren oft mehrfarbig.
In früheren Bürorechnern der 1970er Jahre wurden Eingabemasken auf Terminals ähnlich dargestellt, jedoch ohne Inversdarstellung, sondern einfach eingerückt. Eingesetzt wurden zumeist interne Programme der jeweiligen Hersteller, wie GOLEM und SESAM (beide Siemens).
Masken werden z. B. bei dBASE mittels eines Maskengenerators wie FORMS (Dateiendung .FRM) erstellt.
Früher wurden auf Großrechnern Masken meist direkt realisiert, insbesondere unter COBOL.